# (3753) Cruithne
(3753) Cruithne – planetoida z grupy Atena.

## Odkrycie
Planetoida ta została odkryta 10 października 1986 roku w Siding Spring Observatory przez J. Duncana Waldrona. Nazwa planetoidy pochodzi od pierwszego szczepu celtyckiego (Cruthin), który zamieszkiwał Wyspy Brytyjskie. Przed nadaniem nazwy planetoida nosiła oznaczenie tymczasowe (3753) 1986 TO.

## Orbita

Orbita 3753 Cruithne względem orbity Ziemi.

Jest to planetoida krążąca wokół Słońca w rezonansie 1:1 z Ziemią. Ze względu na powiązanie grawitacyjne niektórzy uważają ją za „drugi księżyc Ziemi”, ale nie jest to określenie precyzyjne, gdyż 3753 Cruithne nie obiega naszej planety, lecz porusza się po orbicie wokółsłonecznej. Mimośród planetoidy sprawia, że w swoim ruchu orbitalnym 3753 Cruithne w peryhelium przecina orbitę Wenus, a w aphelium orbitę Marsa.
Mimośród orbity 3753 Cruithne wynosi 0,515, a nachylenie jej płaszczyzny względem ekliptyki to 19,8°. Planetoida ta krąży obecnie wokół Słońca w czasie 364,00 dnia, co odpowiada niemalże ziemskiemu rokowi. Ten okres obiegu nie jest jednak stały. Przez 190 lat jest nieco krótszy od ziemskiego, następnie przez kolejne 190 lat nieco dłuższy, przez co planetoida najpierw oddala się od Ziemi, później znów przybliża się do niej. Pełny cykl tych ruchów trwa 380 lat i w tym czasie 3753 Cruithne, zmieniając stopniowo swoją pozycję względem Ziemi, zatacza jakby podkowę.
Najmniejsza odległość, na jaką może ona się zbliżyć do naszej planety, wynosi około 10,55 mln km.
Jest to obiekt określany mianem koorbitalnego.

## Właściwości fizyczne
Planetoida ta ma średnicę ok. 5 km i najprawdopodobniej nieregularny kształt. Jej albedo wynosi 0,15, a jasność absolutna to 15,6m. Wokół własnej osi obraca się w czasie około 27,3 godziny. Na powierzchni panuje średnia temperatura ok. 236 K.